# Kiowa-tano
Kiowa-Tano és una família de llengües ameríndies parlades a Nou Mèxic, Kansas, Oklahoma i Texas. Sovint és relacionada amb la família Uto-asteca, però encara està pendent d'investigació.
Dins de la família el grup tano està format per les llengües tewa, tiwa i towa o jémez. El tiwa presenta diferències entre els seus dialectes septentrionals (taos, picurís) i els seus dialectes meridionals (Sandia, Isleta, Isleta del sud, Piro). Aquestes llengües es parlen en la seva majoria a la regió habitada pels indis pueblo a Nou Mèxic. D'altra banda, el grup kiowa està representat en l'actualitat per una sola llengua, parlada en sud-oest d'Oklahoma, i que prèviament ocupava un territori més ampli dividit entre Nou Mèxic, Texas i Oklahoma. Hi ha altres llengües extingides del subgrup piro que es consideren més properes al grup tano.

## Classificació

### Llengües de la família
No h ha un consens complet sobre la ramificació i la diversificació de la família kiowa-tano, encara que una proposta amb gran acceptació n'és la següent:
A. kiowa
- Kiowa, 953 parlants (cens del 2000)[2]

B. tiwa, 2.104 parlants (cens del 2000)
- I. tiwa septentrional
  - taos, 803 parlants (cens del 1980)
  - picuris, 101 parlants (cens del 1990)
- II. tiwa meridional
  - sandia, 144 parlants
  - isleta, 1.588 parlants
  - ysleta del Sur - extingit
- III. piro
  - piro (extingit)

D. tewa, un total de 3.784 parlants (cens del 2000)
- Santa Clara - 207 parlants
- San Juan - 495 parlants
- San Ildefonso - 349 parlants
- nambe - 50 parlants
- pojoaque - 25 parlants
- tesuque - 172 parlants

E. jemez
- jemez (també towa), 1.929 parlants (cens del 2000)[5]

### Relacions amb altres llengües
Diversos autors han postulat que hi ha algun parentiu llunyà entre les llengües kiowa-tano i les uto-asteca (utoasteca-tano); però l'evidència és escassa i està lluny de ser concloent (en la secció de lèxic es pot comprovar que algunes formes kiowa-tano tenen alguna semblança amb les formes uto-asteques, però per si mateixes aquestes coincidències no permeten donar per segur el parentiu).

## Característiques comunes

### Fonologia
La taula de més a baix reflecteix l'inventari consonàntic reconstruït per al proto-kiowa-tano, la protollengua que hauria donat lloc a les llengües kiowa-tano actuals, tal com va ser reconstruït per Hali (1967) basant-se en les correspondències regulars en posició inicial:
|           |              | Labial | Alveolar | Alveolar | Velar | Labio- velar | Glotal |
| --------- | ------------ | ------ | -------- | -------- | ----- | ------------ | ------ |
| Oclusiva  | sonora       | *b     | *d       | *ʒ       | (*g)  | *gʷ          |        |
| Oclusiva  | sorda        | *p     | *t       | *c       | *k    | *kʷ          | *ʔ     |
| Oclusiva  | glotalitzada | *pʼ    | *tʼ      | *cʼ      | *kʼ   | *kʷʼ         |        |
| Oclusiva  | aspirada     | *pʰ    | *tʰ      | *cʰ      | *kʰ   | *kʷʰ         |        |
| Nasal     | Nasal        | *m     | *n       |          |       |              |        |
| Fricativa | Fricativa    |        |          | *s       |       |              | *h     |
| Semivocal | Semivocal    | *w     |          |          |       |              |        |
Els signes /c, cʼ, cʰ/ són els signes emprats de l'AFA per a africades (en IPA es denoten com a /ʦ, ʦʼ, ʦʰ/). L'evidència a favor de /*g/ deriva dels prefixos; el fonema /*g/ no apareix en posició inicial estricta i, per tant, aquí s'indica entre parèntesis. Hali també reconstrueix el tret de nasalitat per a les vocals nasals. La qualitat vocàlica i altres característiques prosòdiques com la quantitat vocàlica, el to o l'accent encara no han estat pròpiament reconstruïdes. Malgrat això, Hali (1967) esbossa alguns conjunts de correspondències que inclouen la quantitat vocàlica.
La següent taula il·lustra les correspondències fonètiques entre les consonants inicials reconstruïdes pel proto-kiowa-tano i els corresponents sons en les llengües modernes:
| PROTO- KIOWA-TAÑO | Taos    | Tewa | Jemez | Kiowa |           | PROTO- KIOWA-TANO  | PROTO- KIOWA-TANO | Taos  | Tewa | Jemez | Kiowa |
| PROTO- KIOWA-TAÑO | Taos    | Tewa | Jemez | Kiowa | consonant | context fonètic    |                   | Taos  | Tewa | Jemez | Kiowa |
| *h                | h       | h    | ∅[7]  | h     | *dz       |                    | j                 | j, dʒ | z    | d     |       |
| *ʔ                | ʔ       | ʔ    | ʔ     | ∅     | *d        | davant vocal oral  | l                 | d     | d    | d     |       |
| *p                | p       | p    | p     | p     | *d        | davant vocal nasal | n                 | n     | n    | d     |       |
| *pʼ               | pʼ      | pʼ   | pʼ    | pʼ    | *n        |                    | n                 | n     | n    | n     |       |
| *pʰ               | pʰ      | f    | ɸ     | pʰ    | *w        |                    | w                 | w     | w    | j     |       |
| *b                | m       | m    | m     | b     | *ɡʷ       |                    | w                 | w     | kʷ   | ɡ     |       |
| *m                | m       | m    | m     | m     | (*ɡ)      |                    | k                 | ɡ     | k    | ɡ     |       |
| *t                | t       | t    | t     | t     | *k        |                    | k                 | k     | k    | k     |       |
| *ts               | tʃ[8]   | ts   | s     | t     | *kʷ       |                    | kʷ                | kʷ    | ɡ    | k     |       |
| *tʰ               | tʰ      | θ    | ʃ     | tʰ    | *kʷʼ      |                    | kʷʼ               | kʷʼ   | ɡ    | kʼ    |       |
| *tsʰ              | s       | s    | ʃ     | tʰ    | *kʼ       |                    | kʼ                | kʼ    | kʼ   | kʼ    |       |
| *s                | ɬ       | s    | c[9]  | s     | *kʰ       |                    | x                 | x     | h    | kʰ    |       |
| *tʼ               | tʼ      | tʼ   | tʼ    | tʼ    | *kʷʰ      |                    | xʷ                | xʷ    | h    | kʰ    |       |
| *tsʼ              | tʃʼ[10] | tsʼ  | tʼ    | tʼ    |           |                    |                   |       |      |       |       |

### Morfologia
Els pronoms personals en les llengües kiowa-tano distingeixen entre tres persones gramaticals. Encara que el piro i el tewa distingeixen sistemàticament el singular del plural, en tiwa i kiowa les formes de plural són idèntiques a les de singular:
| PERSONA | Kiowa | Tigua | Tewa | Piro  | proto-KT | proto-UA |
| ------- | ----- | ----- | ---- | ----- | -------- | -------- |
| 1a      | no-   | ną    | ną   | na-oé | *na-     | *ni-     |
| 2a      | ám    | ʔą    | ʔų   | e-kié | *ʔim-    | *im-     |
| 3a      |       | ąwaną |      | wa    |          |          |
On s'ha emprat la grafia <ą, ų> representa les vocals nasals /an, un/.
Un altre aspecte gramatical interessant és l'existència d'oposició entre diàtesi directa/inversa.

### Comparació lèxica

#### Numerals
Els numerals per a diferents llengües kiowa-tano són:
| GLOSA | Kiowa-Towa | Kiowa-Towa | Tewa-Tiwa | Tewa-Tiwa    | Tewa-Tiwa   | PROTO- KIOWA-TANO |
| GLOSA | Jemez      | Kiowa      | Tewa      | Tiwa septen. | Tiwa merid. | PROTO- KIOWA-TANO |
| ----- | ---------- | ---------- | --------- | ------------ | ----------- | ----------------- |
| '1'   | pˀɨ̜        | páːgɔ̀      | wîʔ       | wẽ́mò         | ˈwimˀa      | *pɨmˀa            |
| '2'   | wî(š)      | jíː        | wíye      | wíʔìnò       | ˈwisi       | *wiʦʰi            |
| '3'   | (tá)       | pʰã́ò       | poeye     | pôyùo        | ˈpacɔᵃ      | *payuwo           |
| '4'   | wíː(l)     | jíkjá      | yôenu     | wìanò        | wiᵃn        | *wian-            |
| '5'   | pˀįːtˀō    | ʔɔ̃́ntˀɔ̀     | pˀa̹ːnú    | pˀônyùo      | ˈpˀandɔᵃ    | *pˀanto           |
| '6'   | mį́ːtʸī     | mɔ́sɔ́       | sí        | mõ̂ɬì         | ˈmaɬi       | *masi             |
| '7'   | sɨ́         | pã̀nsẽ́      | ʦé        | ʦù           | shú         | *ʦɨ               |
| '8'   | hɨ́         | jáʦẽ́       | khâːve    | xʷílì        | hwiři       | *kʷʰidi           |
| '9'   | hɨ̜̄         | kɔ́ʦẽ́       | whä̜ːnu    | xʷiẽ̀         | hɔ̃ᵃ         | *kʷʰiã-           |
| '10'  | tǽ̜pʼɨ̜      | kɔ́kʰĩ̀      | tä̜        | tẽ́kʔɵtim     | ˈtiðɜhɜm    | *tæn-             |
El terme per a '3' del jemez és un préstec del navaho. El tiwa septentrional correspon a la varietat de Taos.

#### Cognats
A continuació es presenten alguns cognats que donen suport a les correspondències examinades en l'apartat de fonologia:
|          | Taos   | Tewa | Jemez  | Kiowa  | GLOSA                                                         |
| -------- | ------ | ---- | ------ | ------ | ------------------------------------------------------------- |
| *b       | mɑ̃     | mãʔ  | mĩ́ː    | bɔ     | 'portar'                                                      |
| *m       | mæ̃̀n-   | mãn  | mãté   | mɔ̃ː-dɔ | 'mà'                                                          |
| *d (+ V) | līlū-  | diː  | délʔɨː | –      | 'gall                                                         |
| *d (+ Ṽ) | ˈnæ̃̄m-  | nãn  | nṍː    | dɔ̃-m   | 'arena' (en Taos), 'sòl' (en Tewa, Kiowa), 'espai' (en Jemez) |
| *n       | næ̃̄     | nãː  | nĩ́ː    | nɔ̃ː    | 1a del signular                                               |
| *ts      | ˈtʃī   | tsíː | sé     | ta     | 'ull'                                                         |
| *t       | tũ̀     | tṹ   | tɨ̃́     | tõ-    | 'dir'                                                         |
| *tsʰ     | sũ̀     | sũwẽ | sɨ̃́     | tʰõ-m  | 'beure'                                                       |
| *tʰ      | ˈtʰɤ̄   | θáː  | ʃó     | tʰa-   | 'trencar' (en Taos, Tewa, Jemez), 'danyar molt' (en Kiowa)    |
| *ts'     | ˈtʃʼɑ̄- | –    | –      | tʼɔ-l  | 'fetge'                                                       |
| *t’      | tʼɑ́-   | tʼon | tʼaː   | tʼɔː   | 'antílop'                                                     |
| *dz      | jɑ̄-    | –    | zǽː    | dɔ     | 'cançó' (en Taos, Jemez), 'cantar' (en Kiowa)                 |

#### Similituds amb l'utoasteca
Alguns exemples de formes lèxiques comparades en kiowa, en tewa i en proto-utoasteca.
| GLOSA    | Kiowa | Tewa   | Tigua   | proto-UA   |
| -------- | ----- | ------ | ------- | ---------- |
| 'un'     | pa    | wî'    | wännan  | *sēme      |
| 'dos'    | yi    | wíyeh  | wi'i nn | *wo-/*wa-  |
| 'tres'   | pa'o  | poeyeh | payua   | *pahi      |
| 'quatre' | yige  | yôenu  |         | *nawi      |
| 'cinc'   | ant'a | p'ą́ąnú | p'anyua | *māko      |
| 'home'   | ch'i  | sen    | soan    | *ti-/*taka |
| 'dona'   | ma    | kwee   |         | *hupi      |
| 'sol'    | pay   | than   |         | *ta(w)-    |
| 'lluna'  | p'ahy | p'óe   |         | *meya      |
| 'aigua'  | t'on  | p'oe   | p'â     | *pā        |